# Shangrilá
|  | Per a altres significats, vegeu «Shangri-La». |

Shangrilá (castellà riuplatenc: ʒangrila') és un antic balneari del departament de Canelones, Uruguai, ubicat entre Parque Carrasco i San José de Carrasco, el qual integra la Ciudad de la Costa des de 1994.

## Història

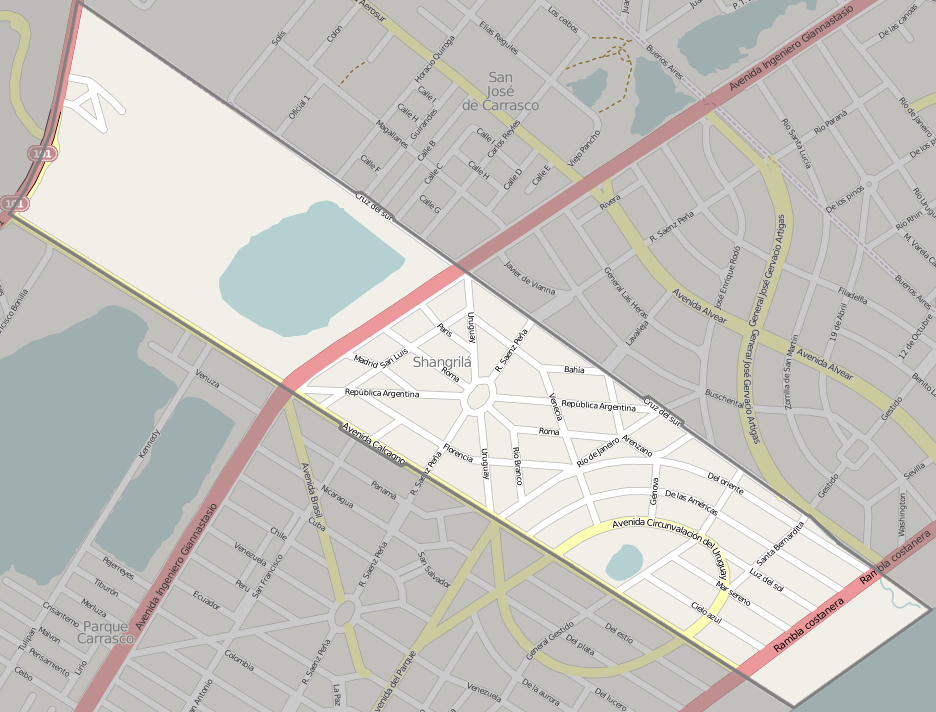
Mapa amb els carrers principals de Shangrilá

Mostra un ràpid creixement demogràfic que accentua el seu perfil residencial com a extensió de la zona metropolitana de Montevideo. Va ser creat el 1946 sobre 57 hectàrees, propietat de la Societat Anònima Hipotecària d'Adquisicions, Negocis, Inversions i Locacions, fraccionades, per l'agrimensor Horacio Uslenghi. Entre 1985 i 1996 la seva població va augmentar un 70%.

## Població
Segons les dades del cens de 2004, Shangrilá tenia 2.902 habitants.
| Any  | Població |
| ---- | -------- |
| 1963 | 372      |
| 1975 | 1.057    |
| 1985 | 1.758    |
| 1996 | 3.014    |
| 2004 | 2.902    |

Font: Institut Nacional d'Estadística de l'Uruguai